# Aida Buturović
Aida Buturovič (1960 – Sarajevo, 25 agosto 1992) è stata una bibliotecaria bosniaca.

## Biografia
Nota per la sua morte, a 32 anni, durante l'assedio di Sarajevo da parte del Vojska Republike Srpske. La Buturovič era all'interno della Vijećnica, sede della Biblioteca nazionale ed universitaria di Bosnia ed Erzegovina, dove perse la vita colpita da una scheggia di granata nel tentativo di portare in salvo il maggior numero possibile di libri.